# Monument over den sovjetiske militære befrielse fra de tysk-fascistiske angribere i Riga
Monument over den sovjetiske militære befrielse fra de tysk-fascistiske angribere i Riga (lettisk: Piemineklis Padomju Latvijas un Rīgas atbrīvotājiem no vācu fašistiskajiem iebrucējiem), uofficielt Sejrsmonumentet (lettisk: Uzvaras piemineklis) er en 79 meter høj obelisk med to grupper af skulpturer i Riga, hovedstaden i Letland. Monumentet opførtes i 1985 i Uzvarasparken i Pārdaugava for at fejre 40-året for Den Røde Hærs generobre af Riga og Lettland fra Nazi-Tyskland i 2. verdenskrig.
Sejrsmonumentet er i dag et kontroversielt monument, da nogle letter ikke ønsker et monument over, hvad de anser for at være en sovjetisk genbesættelse af Letland. Der har været flere forsøg i nyere tid på at ødelægge monumentet, blandt andet i 1997, hvor to gerningsmænd omkom under et forsøg på at sprænge det i luften.
Den 9. maj hvert år lægges fortsat mange blomsterbuketter og kranse ved monumentet for at mindes de mange faldne og datoen for afslutningen på Store Fædrelandskrig.